# Rensis Likert
Rensis Likert (pronunciado /ˈlɪkərt/; Cheyenne, 5 de agosto de 1903-Ann Arbor, 3 de septiembre de 1981) fue un educador y psicólogo organizacional estadounidense y es conocido por sus investigaciones sobre estilos de gestión. Desarrolló la escala de Likert y el modelo de vinculación (en inglés, linking pin model)
Likert fundó el Instituto de Investigación Social de Míchigan de la Universidad de Míchigan en 1946 y fue su director hasta 1970, cuando se retiró para fundar la Rensis Likert Associates, una empresa consultora para ofrecer servicios a numerosas compañías. Durante su dirección, Likert dedicó especial atención a la investigación en las organizaciones. Durante los años 1960 y 1970, sus libros sobre la teoría de la gestión fueron sumamente populares en Japón y su impacto es visible en la organización de las empresas japonesas modernas. Realizó investigaciones sobre las grandes corporaciones de todo el mundo, y sus estudios han predicho con exactitud el desempeño posterior de las corporaciones.

## Contribuciones

### Supervisión centralizada según Likert
En la supervisión centrada, la supervisión está centrada a la tarea que domina el empleado. Tiene las siguientes características:
- Ejercer un tipo de control general.
- Ayudar a los subordinados para alcanzar más productividad.
- Involucrar a los empleados en los cambios.
- Orientarse más hacia resultados que hacia métodos y procedimientos.
- Establecer objetivos, metas altas y productividad alcanzables.

### Sistemas gerenciales identificados por Likert
Likert identificó cuatro sistemas gerenciales: 
1. Autoritario explotador: Se basa en el temor y en las amenazas hacia el empleado, donde la comunicación es desde altos mandos hacia el más bajo. Hay un distanciamiento psicológico entre el supervisor y el subordinado.
2. Autoritario benevolente: Esto es el cumplimiento a través de las recompensas. Las actividades del personal son de subordinación hacia sus superiores. La información fluye de arriba hacia abajo y pocas veces hacia arriba, y se limita a las cosas que el jefe quiere escuchar; las decisiones son tomadas por la cúspide de la empresa.
3. Consultivo: Cumplimiento con consecuencia de las recompensas y castigos. La información en este sistema se transforma en comunicación de igual manera de arriba hacia abajo. Las decisiones se toman también en la cúspide de la empresa, y los subordinados pueden tener cierta cantidad de influencia, y pueden tomar las decisiones en su nivel.
4. Gerencia grupal: Recompensas económicas. En este sistema todos participan y se comunican, el empleado se involucra en el desarrollo de nuevas metodologías y procesos de trabajo. La comunicación se presenta de abajo hacia arriba, a diferencia de los demás sistemas, aunque también puede ser ambos lados y se realiza sobre cierta base. Los supervisores y los empleados están muy cerca entre sí desde un punto de vista psicológico.

- Datos: Q940513
- Multimedia: Rensis Likert / Q940513